# Piero Romagnolo
Piero Romagnolo (Vercelli, 1º agosto 1914 – ...) è stato un calciatore italiano, di ruolo attaccante.

## Caratteristiche tecniche
Giocò nel ruolo di esterno destro.

## Carriera
Giocò in Serie A con la Pro Vercelli.